# Diasterope puertoricensis
Diasterope puertoricensis is een mosselkreeftjessoort uit de familie van de Cylindroleberididae. De wetenschappelijke naam van de soort is voor het eerst geldig gepubliceerd in 2007 door Morales-Nunez & Kornicker.